# Ernst Wiechert
Ernst Wiechert (18. května 1887, Piersławek (Kleinort), Mrągowo, Polsko – 24. srpna 1950 Stäfa, Švýcarsko) byl německy píšící spisovatel, učitel, zástupce tzv. vnitřní emigrace v období německého nacismu. V roce 1933 přednesl na Mnichovské univerzitě řeč s názvem Der Dichter und die Jugend, v které se velmi ostře vyslovil proti nastupujícímu nacismu.

## Dílo (výběr)
- Wiechert, Ernst. Es sprach eine Stimme. (Dílo obsahuje obě dvě níže uvedené autobiografie)
- Wiechert, Ernst. Wälder und Menschen: Eine Jugend in Ostpreußen. 206 S. (Autobiografie autora)
- Wiechert, Ernst. Jahre und Zeiten: Erinnerungen (Autobiografie autora)
- Wiechert, Ernst. Das einfache Leben. 333 S. (román)
- Wiechert, Ernst. Die kleine Passion. 320 S. (román)
- Wiechert, Ernst. Missa sine nomine. 351 S. (román)
- Wiechert, Ernst. Die Jeromin-Kinder. 640 S. (román)
- Wiechert, Ernst. Der Totenwald: Ein Bericht. 1. vyd. Reclam, 1989. 170 S.
- Wiechert, Ernst. Der silberne Wagen. (soubor sedmi povídek)

### České překlady
- Pan ve vesnici. Kladno: J. Cipra, 1964. 38 S. Překlad: Vlasta Klánová
- Prostý život. V Praze: Kvasnička a Hampl, 1941. 344 S. Překlad: Jaroslava Vobrubová-Koutecká
- Děvečka Jürgena Doskocila. V Praze: Kvasnička a Hampl, 1941. 164 S. Překlad: Jaroslava Vobrubová-Koutecká

### Slovenské překlady
- Majorka. Turčiansky Sv. Martin: Živena, 1942. 183 S. Překlad: Ivan Gavora

## Fotogalerie

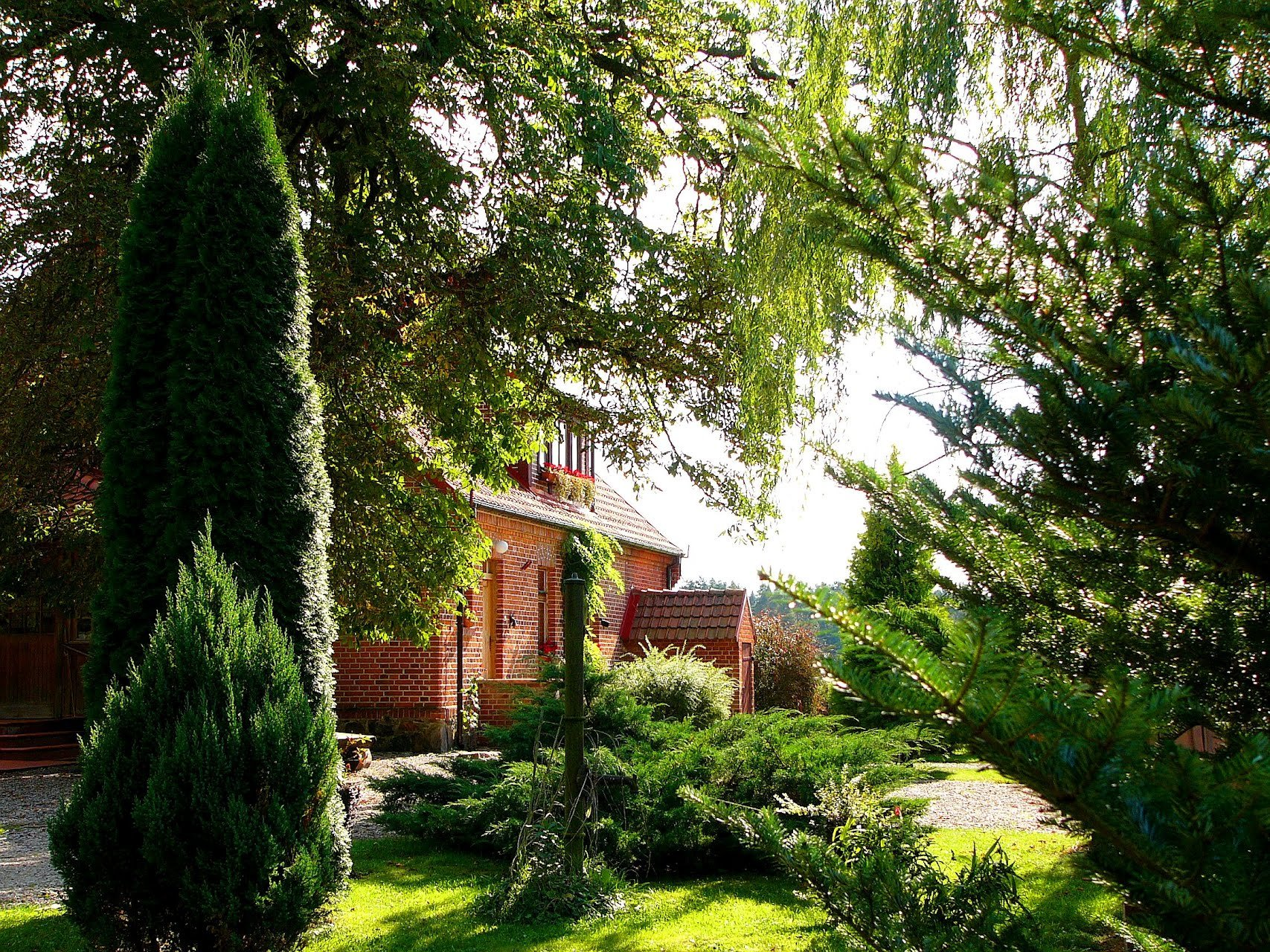
Místo narození a dětství E. Wiecherta (Kleinort)
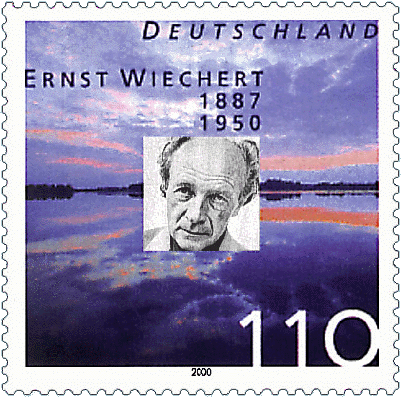
Památka věnovaná E. Wiechertovi